# Бруэм (замок)
За́мок Бру́эм (англ. Brougham /ˈbruː(ə)m/, иногда передаётся как Брум, Бро́эм, Брогам, Брохэм и т. п.) — замок на севере Англии, находится в 3,2 км к югу-востоку от города Пенрит в графстве Камбрия, недалеко от южных границ Шотландии. Был возведён Робертом де Випоном в начале XIII века на месте римского форта Брокавум (англ. Brocavum), построенном во II веке н. э. недалеко от слияния рек Имонт и Лоутер.
Изначально замок был донжоном, вокруг которого располагался палисад на земляном валу. Роберт де Випон был одним из немногих феодалов в регионе, кто поддерживал короля Иоанна Безземельного. Випоны, влиятельные землевладельцы в Северо-Западной Англии, владели ещё двумя замками — Бро и Эпплби. В 1264 году внук основателя замка, тоже Роберт, был обвинён в измене, а его имущество временно конфисковано королём Генрихом III. Позже замок Бруэм и прочие поместья были возвращены семье Випон и оставались в их владении до 1269 года, когда через брачный союз их владения перешли к семье Клиффордов.
С началом англо-шотландской войны в 1269 году Бруэм стал важной военной базой для Роберта Клиффорда, 1-го барона де Клиффорд. Он начал реконструкцию — частокол был заменён на мощные крепостные стены с огромной надвратной башней из красного кирпича. Роджер Клиффорд, 2-й барон де Клиффорд был казнён как предатель в 1322 году, а фамильные имения перешли во владение Эдуарда II. Однако имущество всё-таки было возвращено Клиффордам Эдуардом III, как только он стал королём. На протяжении XIV века регион подвергался набегам шотландцев, и в 1388 году замок был разграблен ими.
Замок был частично отстроен в начале XVII века; в 1617 году здесь останавливался король Яков I. Клиффорды и прежде использовали Бруэм для проживания, хотя их основной резиденцией служил замок Скиптон в Йоркшире. В 1643 году имения были унаследованы баронессой леди Анной Клиффорд, которая продолжила восстанавливать замок. После смерти баронессы в 1676 году Бруэм лишь недолгое время сохранялся в былом виде. Граф Тенет, получивший имения Клиффордов, принял решение продать обстановку замка в 1714 году, после чего Бруэм был окончательно заброшен из-за больших затрат на его содержание.
Бруэм описан Уильямом Вордсвортом в стихотворении «Песнь на празднестве в замке Бруэм» (англ. Song at the Feast of Brougham Castle upon the Restoration of Lord Clifford, the Shepherd, to the Estates and Honours of his Ancestors), а также упоминается им в поэме «Прелюдия». Руины замка изобразил английский художник Уильям Тёрнер.
В 1930 году замок перешёл под опеку государства, а в настоящее время его охраняет организация «Английское наследие».

## История замка

### Основание

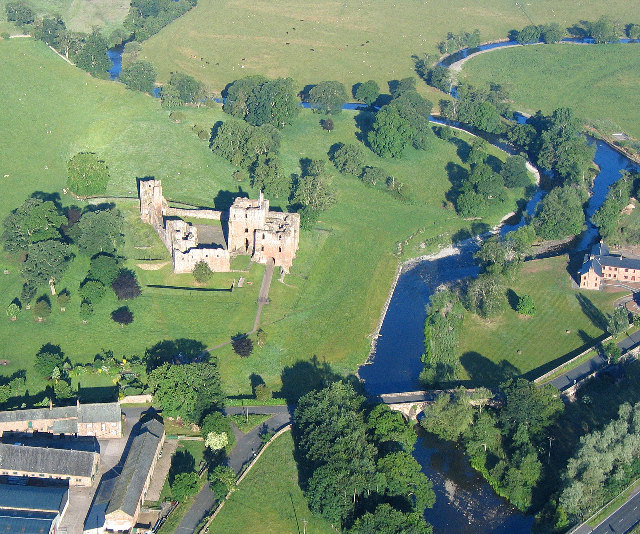
Замок Бруэм был построен в северной части римского форта

Замок Бруэм был построен на месте укреплений римского форта Брокавум, находившегося на пересечении трёх римских дорог. Северо-западнее бывшего римского лагеря река Лоутер впадает в реку Имонт, это обеспечило естественную защиту форта; земля вокруг была плодородной. Рядом с римскими укреплениями появилось поселение, а когда территорию заняли англы, они назвали её «Бруэм», что означало «деревня рядом с фортом». В период с окончания римского правления в V веке и до нормандского завоевания в конце XI века Камбрия была неспокойной областью. Несмотря на то, что эта местность постоянно оборонялась, не существует каких-либо сведений о модификации укреплений Бруэма в это время.
В 1092 году, когда Вильгельм II захватил область южнее залива Солуэй-Ферт, границы государства были отодвинуты далеко на север. Карлайл стал пограничным замком, а поскольку Бруэм оставался неукреплённым, замки Эпплби и Бро защищали линии связи между Карлайлом и Йоркширом. В 1203 году графство Уэстморленд, в которое входили территории Эпплби, Бро и Бруэм, было пожаловано Роберту де Випону. Новый землевладелец был одним из немногих верных королю Иоанну в северной части Англии. Около 1214 года семья Випонов контролировала значительную долю земель, в том числе часть поместий Бруэма. Замок Бруэм был основан примерно через год, во время восстания баронов (1212—1217).

### Имение Випонов

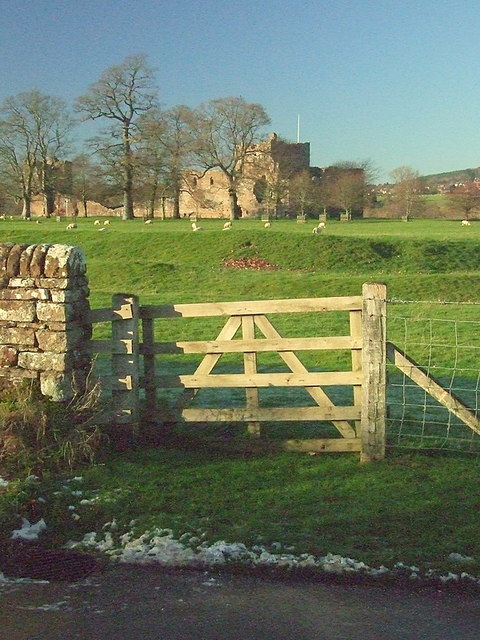
Вид на замок с южной стороны

Випоны были одними из немногих сторонников короля в северной Англии и, скорее всего, строительство замка Бруэм было начато ими сразу же после получения земли. На раннем этапе замок был трёхэтажным, главное строение обведено земляным валом с деревянным частоколом по его верху. На первом этаже располагалось сторожевое помещение, а в восточной части каменного сооружения, скорее всего, был зал. Строительство здания из камня было дорогим и трудоёмким процессом. Записей, по которым можно было бы определить стоимость строительства, не сохранилось.
В 1216 году, когда шотландская армия вторглась в долину реки Иден и войска Алана Галлоуэя заняли графство Уэстморленд, Бруэм не играл никакой роли в обороне округи, скорее всего из-за того, что строительные работы не были завершены. Его сооружение было приостановлено до тех пор, пока Алан Галлоуэй не отступил в 1217 году. Спустя некоторое время Випоны получили управление доходами в Камберленде, что способствовало дальнейшему финансированию работ. Бруэм был возведён в северной части старого римского форта, остатки руин которого, вероятно, использовались в качестве источника строительных материалов для нового замка. После смерти Роберта де Випона в 1228 году, поскольку его единственный сын, Джон, был несовершеннолетним, все имения попали под опеку.
Джон де Випон умер в 1241 году, не достигнув совершеннолетия. Новый наследник, сын Джона, Роберт, также по малолетству не мог управлять землями, в связи с чем они по-прежнему контролировались попечителями. За это время поместья, включая и замок Бруэм, пришли в упадок. Когда Роберт де Випон достиг совершеннолетия (примерно в 1257 году), его имения были обременены значительными долгами. Он вошёл в число тех дворян севера, кто восстал в поддержку Симона де Монфора во время Второй баронской войны (1264—1267 годы). К июню 1264 года Випон был убит, а так как он считался предателем, его имущество было конфисковано королём Генрихом III.
В 1266 году король помиловал Роберта де Випона посмертно, две его дочери унаследовали семейные поместья. В 1269 году одна из дочерей, Изабела де Випон, была выдана замуж за Роджера де Клиффорда. Таким образом, должность шерифа Уэстморленда и территории замков Бруэм и Эпплби перешли к семье Клиффордов.

### Имение Клиффордов
Роджер де Клиффорд умер в 1283 году, раньше своей жены, которая дожила до 1292 года. Их 18-летний сын Роберт по возрасту не мог вступить в права наследования, в последующие три года имения Клиффордов находились в забросе, на их землях процветало браконьерство.

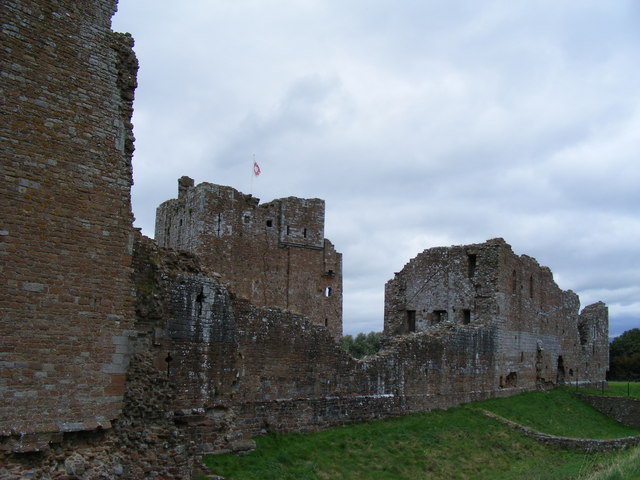
Наружная стена замка Бруэм

С началом англо-шотландских войн в 1269 году Роберт Клиффорд принял в них активное участие. Как наиболее удалённый из северных замков, Бруэм стал самой важной базой Клиффорда, где он проводил много времени. Именно в этот период Клиффорд реализовал обширную строительную программу.
Деревянный частокол, окружающий донжон, был заменён на мощные каменные стены с надвратной башней. В юго-западном углу стены была возведена наблюдательная башня в четыре этажа, главная цитадель надстроена четвёртым этажом, а с северной стороны возведён двойной редюит. Новый каменный зал в южной стороне крепости предназначался либо для увеличенного гарнизона на время войны, либо, возможно, был построен на случай королевского визита. В июле 1300 года король Эдуард I с большой свитой и принцем Уэльским посетил замок Бруэм. Хотя нет достоверных сведений о том, что король временно расположился в замке, историки всё же полагают, что Эдуард останавливался в Бруэме. Доказательством хороших отношений барона с монархом можно считать получение Робертом разрешения на сооружение бойниц в замке, которое началось в 1309 году.

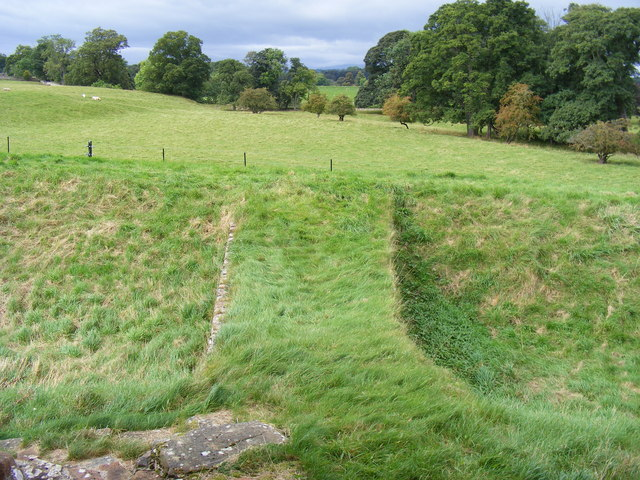
Заросшие подъемный мост и ров с водой

Эдуард I умер в 1307 году, а его преемник, Эдуард II, был отвлечён от войны с Шотландией внутренними конфликтами, чем воспользовались шотландцы, совершая набеги на Англию. В 1310 или 1311 году Роберт Клиффорд получил Скиптонский замок, который находился гораздо дальше от границ, чем Бруэм. Клиффорд был убит в битве при Бэннокберне в 1314 году, закончившейся разгромом английской армии шотландцами.
На момент смерти Роберта его сыну, Роджеру Клиффорду, 2-му барону де Клиффорд, было всего 14 лет, из-за чего он не смог наследовать поместья отца. Таким образом, имения Клиффордов пережили ещё один период управления опекунами, в то же время подвергаясь нападениям шотландцев. Бартоломью Бэдлсмир, 1-й барон Бэдлсмир, был ответственным за содержание замка Бруэм и нескольких других имений Клиффордов, включая замок Эпплби. Между 1316 и 1318 годами он увеличил численность гарнизона, отчасти за счёт собственных средств. Остальные деньги на содержание гарнизона были с трудом собраны с имений Клиффордов, которые обвинили барона в грабеже. В 1320 году Роджер Клиффорд получил своё наследство, но больше всего времени уделял Скиптонскому замку. Он был казнён как предатель в 1322 году после пленения в битве при Боробридже. Земли Клиффордов снова подверглись конфискации, а замок Бруэм передан Эндрю де Харкли, поддержавшему короля во время восстания. В 1323 году Харкли в свою очередь был казнён за измену, и замок перешёл в личное владение Эдуарда II. В мае 1323 года было подписано перемирие между шотландцами и англичанами, что привело к сокращению гарнизонов во всей северной Англии.
Когда Эдуард III сменил Эдуарда II на престоле, Роберту Клиффорду, младшему брату Роджера, было возвращено большинство конфискованных земель. Около 1333 года Роберт объединил под своим контролем все поместья, ранее принадлежавшие семье Випон. Военные действия между Англией и Шотландией возобновились в 1332 году, когда Эдуард Баллиоль попытался захватить шотландский престол. В декабре 1333 года Баллиоль был вытеснен из Шотландии и искал убежища у семьи Клиффорд, представители которой проживали в замках Эпплби, Бруэм, Бро и Пендрагон. Роберт Клиффорд не принимал активного участия в конфликте, хотя и был вовлечён в военные действия в 1332, 1337 и 1342 годах.
После смерти Роберта в 1344 году при оценке его имущества было установлено, что поместья Бруэма значительно пострадали от военных действий, и в 1340-е годы деньги на его содержание не выделялись. Роджер Клиффорд, 5-й барон Клиффорд получил наследство в 1354 году, по достижении совершеннолетия. Помимо того, что на барона была возложена ответственность за восстановление сооружений замка, ему вменялось также содержание сорока тяжёлых конных солдат и пятидесяти конных лучников в западном пограничном регионе, часть их размещалась в Бруэме. В августе 1388 года шотландцы атаковали Англию с востока (тогда произошла битва при Оттерберне), и с западной, при этом замок Бруэм был захвачен.

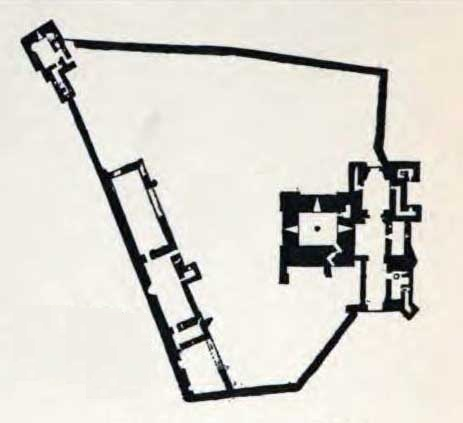
План замка Бруэм

Роджер Клиффорд умер в Скиптонском замке в 1389 году. Семейство Клиффордов предпочло имение в Йоркшире вместо полуразрушенных в результате войн с Шотландией замков в Уэстморленде. Неизвестно, использовался ли Бруэм в это время как место жительства. Однако, есть упоминание, что в 1421 году в замке был найден мужчина, обвиненный в подделке монет. Хотя немногое известно о Бруэме в этот период, историки считают, что ремонтные работы всё-таки были проведены до начала соперничества между семьей Клиффорд и родом Невиллов, которое сыграло определённую роль в его истории. Графы Солсбери из рода Невиллов имели в своём распоряжении находящийся поблизости город Пенрит. По этой причине, вероятно, Клиффорды держали в замке гарнизон. Во время «войны роз» (1455—1485) Клиффорды поддерживали Ланкастеров, а Невиллы помогали Йоркской династии. Когда Эдуард IV захватил престол в 1461 году, земли Джона Клиффорда, 9-го барона де Клиффорд, были конфискованы. В 1471 году Эдуард IV отдал имения Клиффордов Уильяму Парру, 1-му барону Парру из Кендала. Год спустя Генри Клиффорд, 10-й барон де Клиффорд, сын Джона и его наследник, был помилован. После захвата власти Генрихом VII барон обратился к королю с просьбой о возврате земель и получил их в ноябре 1485 года.

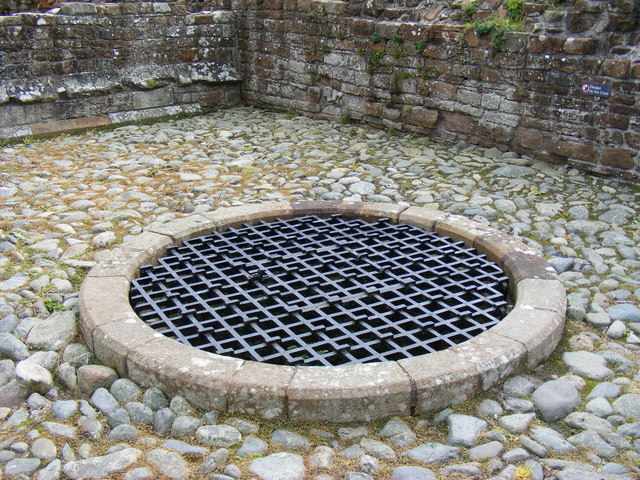
Колодец в замке Бруэм

Генри Клиффорд умер в 1523 году. Его сын, тоже Генри, впоследствии станет графом Камберленд и периодически будет использовать замок в качестве семейной резиденции. После пожара в замке Бро в 1521 году, вероятно, Бруэм стал новой резиденцией Клиффордов. Во время событий «Благодатного паломничества» Генри участвовал в столкновении с лидерами восстания в небольшом городе Киркби Стивен в феврале 1537 года, а после поражения отступил в Бруэм. Когда восстание было подавлено, Бруэм и Карлайл снова стали наиболее близкими к границе замками Клиффордов.
Генри умер в 1542 году, и его сын, Генри Клиффорд, 2-й граф Камберленд, унаследовал семейные поместья. Во время «Восстания Севера» в 1569 году, когда католическое дворянство подняло бунт против Елизаветы I, Генри остался верен династии Тюдоров несмотря на то, что Клиффорды были католической семьёй. Бруэм находился в распоряжении елизаветинского правительства, однако боевых действий рядом с ним не велось. Джордж Клиффорд, 3-й граф Камберленд родился в 1558 году в этом замке и подолгу жил в нём, хотя придворные обязанности заставляли его проводить основную часть времени на юге Англии, либо в Скиптонском замке. Известно, что к 1592 году замок Бруэм был заброшен и начал разрушаться.

### Анна Клиффорд
Когда Джордж Клиффорд умер в 1605 году, его жена Маргарет начала восстановление замка Бруэм, который стал её излюбленным местом жительства. Его брат, Фрэнсис Клиффорд, унаследовавший титул графа, заявил свои законные права на владение землями, однако Палата лордов отложила рассмотрение этого вопроса на неопределённый срок. Дочь Маргарет, леди Анна Клиффорд, унаследовала поместья после смерти матери в 1616 году.

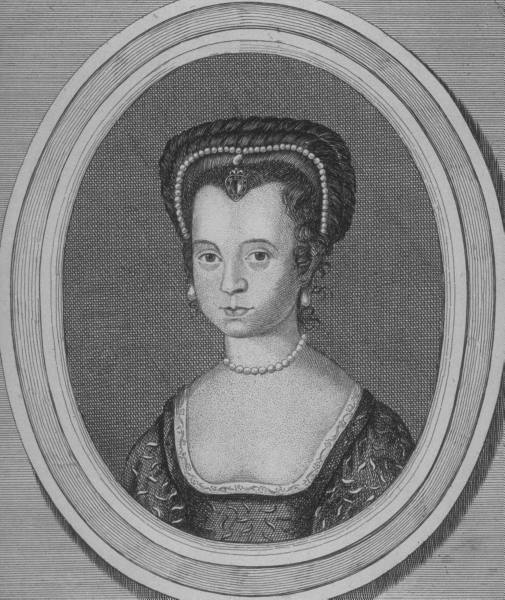
Леди Анна Клиффорд, 14-я баронесса де Клиффорд и 3-я графиня Камберленд в детстве

Граф Камберленд снова попытался утвердить свои права на усадьбы Клиффордов, однако тайный совет вынес решение в пользу Анны. Постановление было лишь временным, и в 1617 году по решению короля граф Камберленд был признан законным наследником и получил все поместья. В том же году, чуть позднее, Яков I на обратном пути из Шотландии останавливался в замках Карлайл, Бруэм и Эпплби, где в его честь были организованы роскошные приёмы. Впоследствии Бруэм был почти забыт его владельцем.
Фрэнсис Клиффорд умер в 1641 году, а за ним, в 1643 году, — и его сын Генри Клиффорд. Прямого наследника мужского пола не было, и поместья Клиффордов снова вернулись к Анне. Во время Английской гражданской войны Бруэм оказался одним из нескольких замков в Камберленде и Уэстморленде под управлением роялистов, в нём был размещён гарнизон. Сэр Джон Лоутер, 1-й баронет Лоутер, был назначен его начальником. Он заявил, что замок взят под контроль не из-за своей стратегической важности, а затем, чтобы не допустить его использования «круглоголовыми». В июне 1648 года Эпплби пережил четырёхдневную осаду и капитулировал перед сторонниками парламента, а недолго оборонявшийся замок Бруэм легко поддался натиску генерала Джона Ламберта. В 1650 году Анна Клиффорд начала ремонт замков Эпплби и Бруэм, который в целом завершился к 1653 году, однако мелкие восстановительные работы продолжались и в дальнейшем. В это время Бруэм утратил своё значение как оборонительное сооружение и стал загородным домом Анны Клиффорд. Она положила начало саду на месте старого римского форта, где были обнаружены римские монеты и три алтаря. Вокруг сада была возведена каменная стена с проходом на южной стороне.

## Руины замка

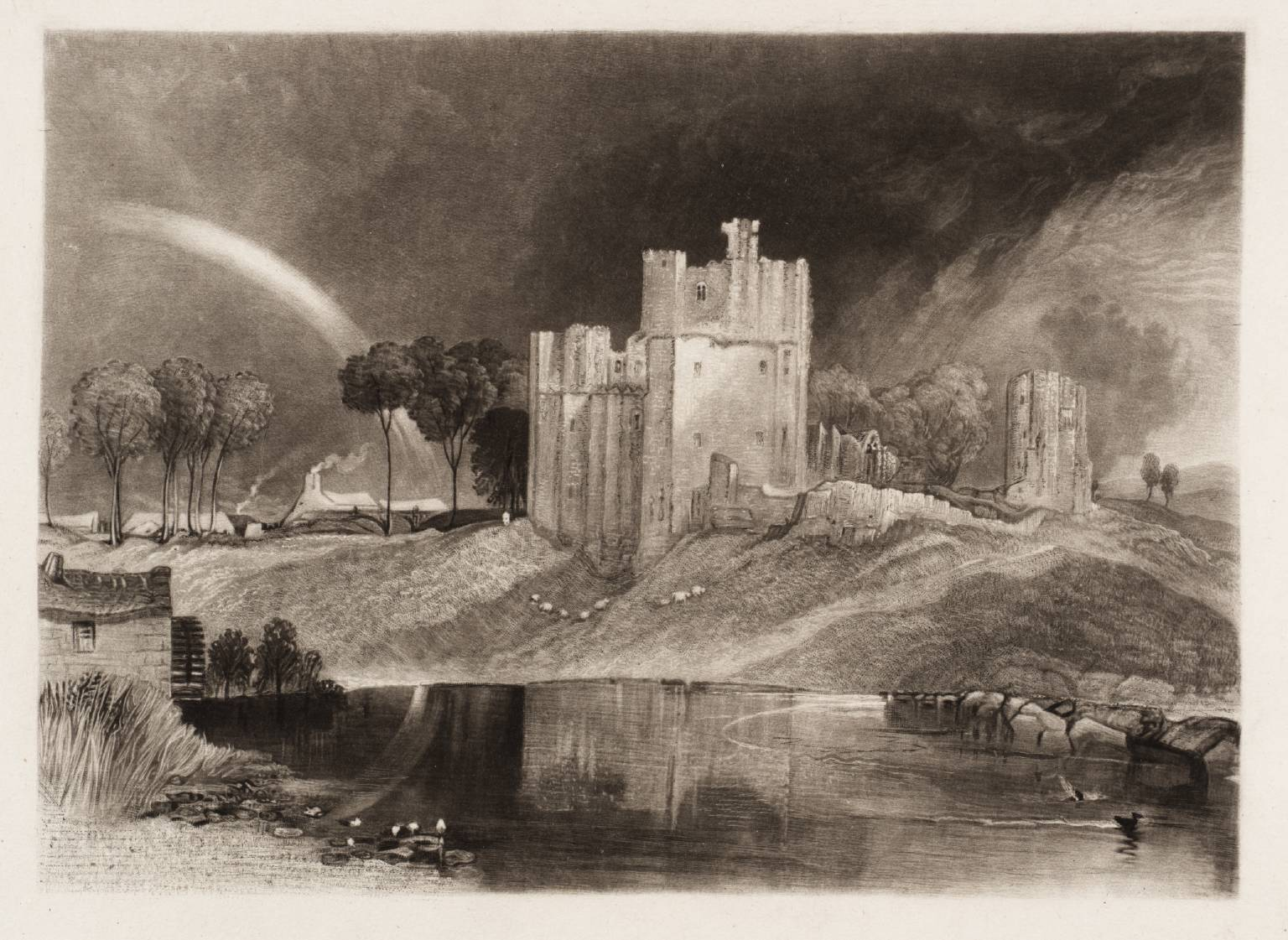
Гравюра по оригиналу Уильяма Тёрнера, выполнена Уильямом Сеем (меццо-тинто, 1825 год)

Леди Анна Клиффорд умерла в Бруэме в 1676 году, её имения перешли внуку, Николасу Тефтону, 3-му графу Тенету. После его смерти в 1679 году владельцами имений последовательно становились трое его младших братьев, которые передавали поместья друг другу последующие пять лет. Период окончательного упадка пришёлся на время, когда замком владел самый младший, Томас Тефтон, 6-й граф Тенет. В 1714 году он решил, что ему вполне достаточно для проживания замка Эпплби и продал обстановку Бруэма. Нетронутой, до 1723 года, оставалась лишь южная башня. В 1750-х годах сооружения замка разбирались на строительный материал для деревни Бруэм, которая процветала благодаря инвестициям графа Тенета.
В конце XVIII века Озёрный край стал популярен среди туристов, и руины замка привлекали множество романтически настроенных посетителей, посещали его и историки. В поэме «Прелюдия» Уильям Вордсворт повествует, как в детстве с сестрой исследовал его руины. Бруэм вдохновил Вордсворта ещё на одно произведение — стихотворение «Song at the Feast of Brougham Castle upon the Restoration of Lord Clifford, the Shepherd, to the Estates and Honours of his Ancestors».
Уильям Уилберфорс в своём дневнике описал замок как «очень хорошо разорённый». Уильям Тёрнер изобразил на одной из своих акварелей замок Бруэм. Чтобы избежать дальнейшего разрушения Бруэма, Чарльз Тефтон, 10-й граф Тенет в 1830 году провёл ремонтные работы, а его преемник, Генри Тефтон, 11-й граф Тенет, продолжил восстановление в 1841 году.

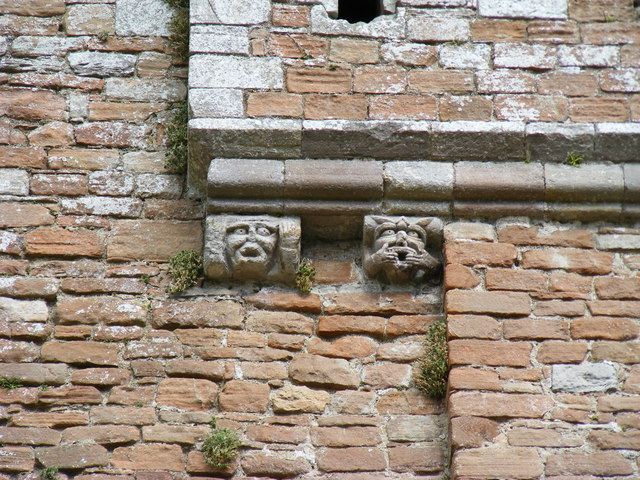
Архитектурный элемент на стене замка в виде горгулий

Генри Тефтон умер в 1849 году, после чего замок оказался в собственности баронов Хотфилд. Поддержание Бруэма в хорошем состоянии было слишком дорого для новых хозяев, и замок снова начал быстро разрушаться.
В 1915 году замок Бруэм был признан памятником национального значения. С появлением автобусного сообщения на этой территории он вновь стал популярен — в конце 1920-х годов объект посещало около 2-х тыс. человек ежегодно. В 1927 году 2-й барон Хотфилд предоставил опекунство замка государству, хотя и сохранил за собой право собственности. Государство смогло частично восстановить замок.
Основные ремонтные работы были завершены в 1930 году. Замок является археологическим памятником. До 1984 года проводились исследования стен Бруэма для изучения его истории и фаз строительства. Замок Бруэм является одним из немногих замков в Камбрии, в которых прошли обширные археологические исследования. Сегодня замок открыт для общественности и охраняется организацией «Английское наследие».

## Расположение и обзор замка
Дорога к замку Бруэм идёт с востока на запад. К югу, слева при подходе к замку, располагались римский форт и сад XVIII века. На севере земляная площадка опускается к реке Имонт. Углубление от бывшего рва проходит вдоль восточной, юго-западной и западной сторон замка, ширина которого колеблется от 10 до 15 метров, а глубина достигает 3,4 метра. Хотя ров в настоящее время сухой, скорее всего, первоначально он был заполнен водой. Стены замка имеют форму неправильного многоугольника размерами: около 68 метров по западной стороне, 72 метра на юге, 48 метров на востоке и 54 метра с северной стороны.

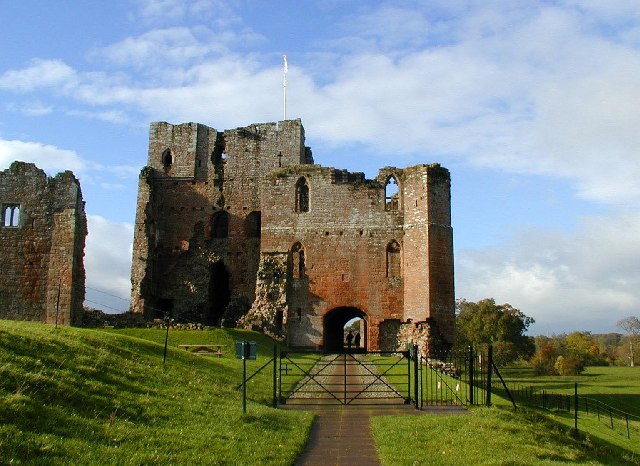
Вид на башню с двойной сторожкой

Вход на территорию замка находится под главной башней, которая делится на две секции (сторожки), где сохранилось три этажа сооружения. Первоначально герб Клиффордов был врезан над входом в башню, но в XIX веке он был заменён Генри Тефтоном на надпись «Это Сделал Роджер» (англ. Thys Made Roger). Изначально надпись находилась над входом в большой зал, построенном Роджером Клиффордом, 5-м бароном Клиффорд. Внутренняя сохранившаяся секция башни достигает высоты около 12,5 метров. Здесь находилась опускающаяся решётка. Потерна для секретных вылазок была закрыта опорой с северной стороны. Между башней и донжоном существовал соединительный мост. В XVII веке Анна Клиффорд преобразовала верхний этаж в спальню. Внешняя секция достигает высоты 14,5 метров. Ниже внешней сторожки было подземелье, а на уровне первого этажа с северной стороны находился караул. Просторные верхние комнаты башни использовались как жилые помещения. Несмотря на то, что верхний этаж не сохранился, известно, что он никогда не имел навесных бойниц.

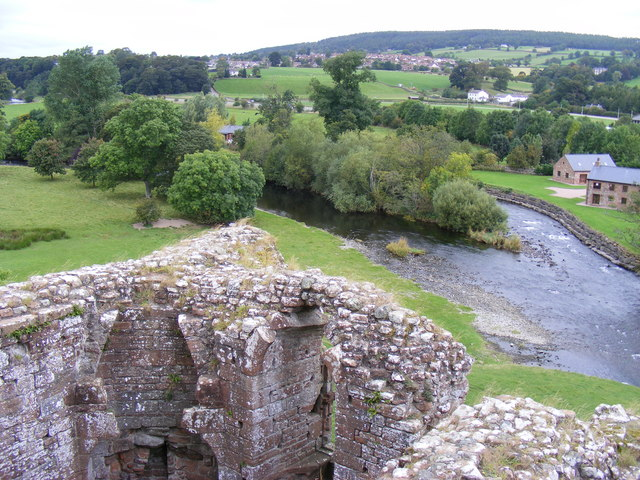
Вид на реку Имонт с вершины башни

К сторожевой башне присоединялся донжон XIII века. Он служил жилым помещением, как правило, особ высокого статуса, а также в качестве последнего места обороны в случае захвата остальных сооружений. Донжон замка Бруэм имеет квадратную форму и высоту чуть менее 20 метров, хотя изначально он был выше. Винтовая лестница в северо-восточном углу позволяла добраться до любого яруса постройки, каждый из них представлял собой одну большую комнату. Уборная комната была расположена в северо-западном углу. Когда-то считалось, что донжон был построен не в XIII веке, а в последней четверти XII века, так как квадратная конструкция и узкие опоры были не характерны для многоугольных структур зданий XIII века. Историк Генри Саммерсон, изучавший документы по истории замка, пришёл к выводу, что строительство не могло начаться раньше первой четверти XIII века. Нижний этаж использовался как складское помещение и для размещения охраны, а верхние этажи предназначались, как принято считать, для титулованных особ. Последний четвёртый этаж был добавлен в начале XIV века. Самые важные сооружения замка — главная цитадель и сторожевая башня до наших дней сохранились лишь в отдельных фрагментах.
В юго-восточной части крепости Роджер Клиффорд построил в конце XIV века здание (hall), где размещалась стража. У этого здания, возведённого на месте более раннего, были достаточно большие окна. Исследователи предполагают, что в фортификационных целях они были прикрыты мощными деревянными ставнями. Кухня, которая обслуживала весь замок, также была расположена в юго-восточной стороне. Вдоль южной стены были выстроены места для проживания и часовня. В юго-западном углу замка находилась смотровая башня, построенная около 1300 года. Она также имела жилые комнаты, но основное её предназначение — обстрел врагов. Четыре этажа, каждый из которых имел отдельный большой зал, наличие уборной комнаты и каминов на каждом уровне говорит о том, что башня могла быть использована для размещения посетителей высокого статуса. Квадратная форма характерна для подобных строений, которые сооружались в северной Англии в то время, для южных башен более распространённым было круглое очертание.